# Ronde van het Taihu-meer
De Ronde van het Taihu-meer (Tour of Taihu lake) is een Chinese meerdaagse wielerwedstrijd. De wedstrijd wordt verreden rondom het Taihu-meer in de buurt van Shanghai. De wedstrijd werd voor het eerst georganiseerd in 2010 en maakt onderdeel uit van de UCI Asia Tour, een van de continentale circuits van de UCI. De wedstrijd begon toen als een eendagswedstrijd. In 2011 werd het een meerdaagse wedstrijd van 5 etappes, in 2012 bestond de wedstrijd uit 8 etappes. De ronde was in 2011 nog een wedstrijd in de categorie 2.2, vanaf 2012 is het een koers in de categorie 2.1.

## Lijst van eindwinnaars

### Meervoudige winnaars
| Overwinningen | Renner         | Land   | Jaren      |
| ------------- | -------------- | ------ | ---------- |
| 2             | Jakub Mareczko | Italië | 2015, 2017 |

### Overwinningen per land
| Overwinningen | Land                                                      |
| ------------- | --------------------------------------------------------- |
| 2             | Australië, Italië, Nieuw-Zeeland                          |
| 1             | België, Frankrijk, Nederland, Oekraïne, Rusland, Tsjechië |

2010 · 2011 · 2012 · 2013 · 2014 · 2015 · 2016 · 2017 · 2018 · 2019 · 2020-202 · 2023 · 2024